# إيناكي ليخاريتا
إيناكي ليخاريتا (بالإسبانية: Iñaki Lejarreta)‏ (و. 1983 – 2012 م) هو راكب دراجة هوائية إسباني، ولد في بيرايز، شارك في الألعاب الأولمبية الصيفية 2008، توفي في أيوريتا، عن عمر يناهز 29 عاماً، بسبب حادث مرور.

## سباقات أو مراحل فاز بها
| التاريخ | السباق | المركز |
| ------- | ------ | ------ |

## روابط خارجية
- إيناكي ليخاريتا على موقع أرشيف الدراجات (الإنجليزية)
- إيناكي ليخاريتا على موقع إحصائيات الدراجات الإحترافية (الإنجليزية)
- إيناكي ليخاريتا على موقع أوليمبيديا (الإنجليزية)